# Saint-Fargeau (metrostation)
Saint-Fargeau is een station van de metro in Parijs langs metrolijn 3bis in het 20e arrondissement.
De naam van het station is een eerbetoon aan Louis-Michel Lepeletier de Saint-Fargeau (1760-1793), een Frans revolutionair. Trouw aan de Convention stemde hij voor de executie van Lodewijk XVI van Frankrijk. Hij werd vermoord door een royalist.

## Geschiedenis
Het station werd geopend op 27 november 1921 bij de verlenging van de toenmalige metrolijn 3 van station Gambetta naar station Porte des Lilas. Toen op 27 maart 1971 metrolijn 3 vanuit station Gambetta werd verlengd naar station Gallieni, werd het traject van Gambetta tot Porte des Lilas de metrolijn 3bis.

## Aansluitingen
- Bus RATP: 61 - 96

Gambetta ·
Pelleport ·
Saint-Fargeau ·
Porte des Lilas